# Yindjibarndi
Yindjibarndi är ett australiskt språk som talades av 330 personer år 1996. Yindjibarndi talas i Väst-Australien. Yindjibarndi tillhör de pama-nyunganska språken.